# Bamberg, Staatsbibliothek, Msc.Class.9
Die Handschrift Bamberg, Staatsbibliothek, Msc.Class.9 ist ein Kodex, der Abschriften mehrerer musiktheoretischer Schriften des Spätantike und des Frühmittelalters enthält. Die Handschrift wurde im späten 10. Jahrhundert geschrieben und von Heinrich II. nach Bamberg gebracht, wo sie bis zur Säkularisation Teil der dortigen Dombibliothek war. Heute wird sie als Teil der Kaiser-Heinrich-Bibliothek in der Staatsbibliothek Bamberg verwahrt.

## Beschreibung
Die Handschrift besteht aus 170 Blatt Pergament (32,5 auf 25 cm), das in 25–26 langen Zeilen beschrieben ist. Die Schrift ist eine Minuskel des späten 10. Jahrhunderts; Hoffmann vermutet einen Ursprung im lothringischen Raum.
Die Ausstattung der Handschrift ist unvollendet. Überschriften und Incipit sind teilweise durch Rubrizierung und/oder Auszeichnungsschriften (Unziale) hervorgehoben. Neumen und Diagramme sind teilweise farbig ausgeführt.
Der Einband stammt, wie bei vielen Bänden der Bamberger Dombibliothek, von 1611.

## Inhalt
Der Kodex enthält die Musica enchiriadis (fol. 1r–15v), die Scolia enchiriadis (fol. 15v–48v), die De institutione musica des Boethius (fol. 49r–150r) sowie musiktheoretische Teile aus dem neunten Buch der Schrift De nuptiis des Martianus Cappella (fol. 151r–170v; gegen Ende wohl aufgrund von Blattverlust unvollständig). Die ersten drei Schriften sind durch zahlreiche Diagramme illustriert.